# Hololena madera
Hololena madera là một loài nhện trong họ Agelenidae.
Loài này thuộc chi Hololena. Hololena madera được Ralph Vary Chamberlin & Wilton Ivie miêu tả năm 1942.